# Stall und Turnhalle Seehauser Landstraße 166
Stall und Turnhalle Seehauser Landstraße 166 im Ortsteil Bremen-Seehausen stammen aus dem späten 19. Jahrhundert.

Die Gebäude werden aktuell (2023) wohl als Wohnhäuser genutzt.
Die Gebäude stehen seit 2021 unter Bremischem Denkmalschutz.

## Geschichte
Die beiden eingeschossigen, giebelständigen verklinkerten historisierende Gebäude mit Satteldächern, heute traufseitigen Eingängen, segmentbogigen Öffnungen und veränderten rückwärtigen Fassaden sowie schmuckvollen Gesimse wurden 1895 bei der Kirche St. Jacobi (13. Jahrhundert) gebaut.

Das Ensemble besteht aus:
- dem Stall, der für die Pfarre errichtet wurde, und
- der Turnhalle für die Schule, mit rückwärtigem Geräteraum.

Neben den Gebäuden steht das Pfarrhaus Seehausen von 1885.
Das Landesamt für Denkmalpflege Bremen befand: „… sind Pfarrhaus und Turnhallengebäude für die Ortsgeschichte Seehausens von Bedeutung … “